# Tuščak
Tuščak (602 m) je šumom obrasli vrh iznad doline Bregane s ruševinama starog grada, o čijoj prošlosti postoje oskudni podaci. Od kule se pruža pogled na Stojdragu. U gornjem dijelu su klupe za odmor. Najviša točka brijega Tuščaka, na 602 metra, je u šumi i s nje se ne pruža vidik.